# Zündapp ZR 20

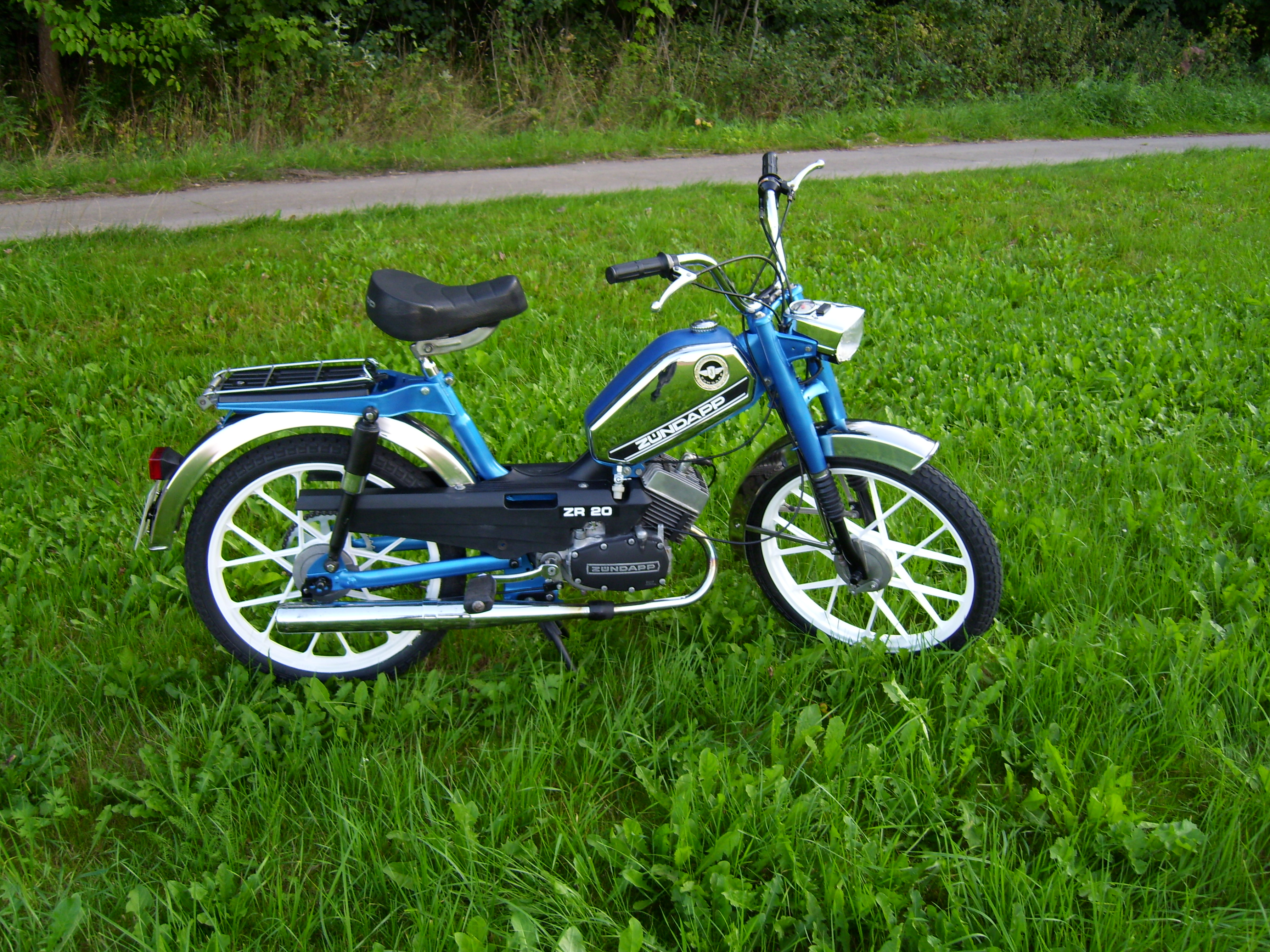
Eine restaurierte Zündapp ZR 20 mit kleinen optischen Veränderungen (weiße Felgen und schwarze Motordeckel)

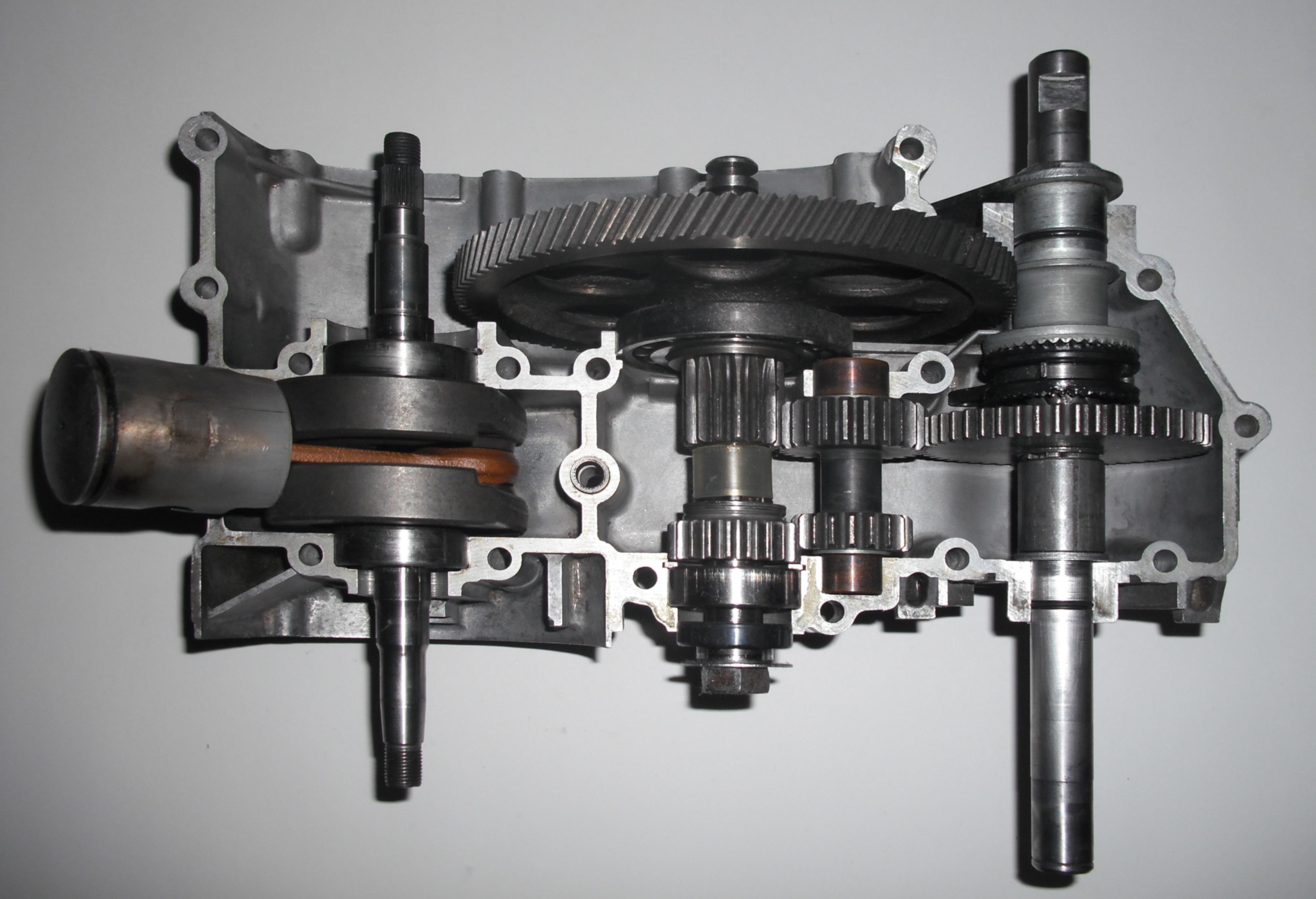
Horizontal geteiltes Motorgehäuse Typ 250

Das Mofa ZR 20 (Typ 447) wurde in den Jahren 1976 bis 1980 von der Firma Zündapp-Werke GmbH in München gebaut.
Es hat einen Zentralrohrrahmen. Beide Räder sind gefedert. Bei den ersten Baureihen wurden 17-Zoll-Speichenräder mit Leleu-Radnaben eingebaut, danach Aluminium-Gussräder.
Als wartungsfreundlich erwies sich das horizontal geteilte Motorgehäuse, in dem der Kurbeltrieb und das Zweiganggetriebe mit Kugel-Ziehkeilschaltung untergebracht ist.
Das sonst eher spartanisch ausgestattete Mofa hat einen verchromten Tank und Edelstahl-Schutzbleche. Ein Nachfolgemodell war ZR 25.
| Motor                      | 1 Zyl., 2-Takt, fahrtwindgekühlt (Typ 250)    |
| Hubraum                    | 49 cm³                                        |
| Bohrung × Hub              | 39 mm × 41,8 mm                               |
| Leistung kW (PS) bei 1/min | 1,1(1,5) / 3620                               |
| Schmierung                 | Gemisch 1:50                                  |
| Vergaser                   | Bing 1/10/131 oder Mikuni SE VM 13-84 H       |
| Zündung                    | Bosch-Schwunglicht-Magnetzündung              |
| Beleuchtung                | 6 V / 17 W                                    |
| Primärantrieb              | Zahnrad schrägverzahnt                        |
| Kupplung                   | 2 Scheiben-Öl                                 |
| Getriebe - Bauart          | Kugel-Ziehkeilschaltung (2 Gang)              |
| Getriebe - Schaltung       | Handschaltung                                 |
| Sekundärantrieb            | Kette abgedeckt                               |
| Starter                    | Pedalstart                                    |
| Rahmen - Bauart            | Zentralrohrrahmen                             |
| Vordergabel                | Telegabel ungedämpft                          |
| Räder - Bauart             | Speichen (17 × 1,35) oder Aluminium-Gussräder |
| Bereifung                  | 17 × 2,25                                     |
| Bremsen                    | Vollnaben-Innenbacken v. 80 mm, h. 100 mm     |
| Sitz                       | Sattel gefedert                               |
| Tank                       | verchromt, am Rahmenrohr                      |
| Tankinhalt                 | 6,5 l                                         |
| Gewicht                    | 55 kg                                         |
| Höchstgeschwindigkeit      | 25 km/h                                       |
| Verbrauch                  | ca. 1,5 l/100 km                              |
| Farben                     | brillantblau / metallic-grün /orange          |